# Bonduelle S.A.
Bonduelle is een Franse conservenfabrikant, gespecialiseerd in blik- en diepvriesgroenten.

## Activiteiten
Bonduelle is een grote leverancier van conserven. Ongeveer de helft van de omzet wordt gerealiseerd met de verkoop van ingeblikte groenten, een kwart diepgevroren en de rest gekoeld. In het gebroken boekjaar 2016-2017, dat loopt van begin juli tot eind juni, was de omzet 2,3 miljard euro. De grootste afzetmarkt is Noord-Amerika waar een derde van de omzet werd behaald. Frankrijk is de tweede afzetmarkt waar een kwart van de omzet werd gerealiseerd. Duitsland, Italië en Centraal Europa nemen ieder zo'n 10% van de omzet voor hun rekening. De helft van de verkopen betreffen producten onder eigen merknamen en de rest wordt verkocht onder huismerknamen van grote supermarkten.
Het bedrijf is op de Euronext aandelenbeurs in Parijs genoteerd en had per 30 juni 2017 een beurswaarde van ruim 1 miljard euro. Een kwart van de aandelen zijn in handen van de familie Bonduelle-Dalle.

### Merken
- Bonduelle (Frankrijk, Duitsland, Benelux)
- Cassegrain (Frankrijk)
- Arctic Gardens (Canada)
- Globus (Centraal en Oost Europa)

## Geschiedenis
Het familiebedrijf werd opgericht in 1853 door Louis Bonduelle-Dalle en Louis Lesaffre-Roussel als graan-en jeneverbes distilleerderij in Marquette-lez-Lille, Frankrijk. De onderneming groeide naar zeven productievestigingen die in 1901 werden verdeeld in drie familiebedrijven: Bonduelle, Lesaffre en Lemaître. In 1926 werd begonnen met het inblikken van erwten. In de jaren zestig verbeterden de exportmogelijkheden, in 1968 begon het bedrijf met het diepvriezen van groenten.
Verschillende Europese dochterondernemingen werden gelanceerd: in Duitsland in 1969, in Italië in 1972 en in Engeland in 1973.
In 1980 werd de Belgische conservenfabriek Marie Thumas overgenomen door Bonduelle.
De Bonduelle Group creëerde in 2004 de "Foundation Louis Bonduelle", die tot doel heeft de goede aspecten van groenten en fruit voor het publiek te promoten.
In 2007 werd de overname afgerond van de Canadese firma Aliments Carrière, een leider in groenten en diepvriesproducten. Met deze overname voegde Bonduelle zo'n 230 miljoen euro aan omzet toe, waarvan een kwart werd behaald in de Verenigde Staten. Aliments Carrière gaf Bonduelle toegang tot 39.500 hectare landbouwgrond.
In 2010 werd France Champignon gekocht. Champignons zijn voor Bonduelle de nummer twee groente (na suikermaïs) geworden.
In juni 2014 kreeg het bedrijf van de Europese Commissie een boete op van 30,2 miljoen euro. Bonduelle en twee andere partijen hadden in de periode van september 2010 tot maart 2012 een kartel van champignonconserven in Europa. Ze stelden minimumprijzen vast, spraken volumedoelstellingen af en verdeelden de afnemers onder elkaar.

## Trivia
In februari 2004 werd Bonduelle door de rechtbank van Montpellier veroordeeld tot het betalen van een schadevergoeding van 800 euro aan een familie waarvan de moeder in februari 2002 een dode muis had gevonden toen ze een conservenblik in haar pan leeggooide. Bonduelle probeerde eerst de zaak te sussen met een aantal gratis blikken, een receptenboek en een waardebon om een nieuw pannetje te kopen.